# 松山尚子
松山 尚子（まつやま ひさこ、1964年10月4日 - ）は、東京都出身の女優。血液型はB型、身長168cm、バスト95cm、ウェスト75cm、ヒップ98cm、靴のサイズは23.5cmである。宝井プロジェクト所属。特技は、長唄・三味線である。

## 出演

### テレビドラマ

#### NHK
- 朝の連続テレビ小説 すずらん - 竹次郎喧嘩相手の母親 役
- 茂七の事件簿 ふしぎ草紙 - おろく 役
- ゲゲゲの女房 - 近所の主婦 役

#### 日本テレビ
- ロマンス - レジの先輩 役
- ストレートニュース1話
- ごくせん - 襲われる主婦 役
- 百鬼夜行抄
- 夜に抱かれて
- 禁じられた遊び
- 怪物くん

#### TBS
- 愛していると言ってくれ - コンビニで買物をする主婦 役
- おーい! ムコ殿 - プレママスクール講師 役
- 天国に一番近い男 - 看護婦 役
- プリティガール - 母 役
- ブラックジャックによろしく
- ひと夏のパパへ - 近所の主婦 役
- おとうさん
- 君が光をくれた
- ゴッドハンド輝 第5話（2009年5月9日）
- 黒の女教師 - バレーボール部保護者 役

#### フジテレビ
- 花村大介 - 主婦 役
- ルーキー! - 向いの主婦 役
- 恋するトップレディ - 婦人 役
- 真珠夫人 - いじめっ子の母 役
- クニミツの政 - 主婦 役
- アットホーム・ダッド - 主婦 役
- 鬼嫁日記
- がんばっていきまっしょい5話
- 不信のとき
- 世にも奇妙な物語 〜15周年の特別編〜
- FNS25時間テレビTHE WAVE!
- Dr.コトー診療所2006
- 流れ星
- GTO - 内山田良美 役
- 隕石家族 - 近所の女性 役
- ドクターホワイト 第2話（2022年1月24日）
- ゴシップ #彼女が知りたい本当の○○ 最終話（2022年3月17日）
- 婚活1000本ノック 第6話（2024年2月21日）- 石川美智子 役

#### テレビ朝日
- おばあちゃま、壊れちゃったの?
- 恋人はスナイパー - 凱歌の隣のおばさん 役
- 土曜ワイド劇場 西村京太郎サスペンス 鉄道おんな捜査官 - 主婦 役
- サトラレ - 患者B 役
- OL銭道 - 弁当屋店員 役
- 川の見える病院から
- 土曜ワイド劇場 火災調査官・紅蓮次郎 全焼のアパートから赤ん坊が消えた!溶けたメロンの謎と4分の1の殺人トリック!
- 特命係長 只野仁 第32話
- 天装戦隊ゴセイジャー - 主婦 役
- 日曜の夜ぐらいは… 第3話 - バス停の女性 役
- ハヤブサ消防団 第2話 - 居酒屋の女性 役

#### テレビ東京
- 鈴木先生 - 給食のおばちゃん 役
- 孤独のグルメ
  - Season3 第3話（2013年7月24日）- おばちゃん(1) 役
  - Season5 特別編（2017年1月2日）- 主婦客 役
  - Season7 第12話（2018年6月30日）- 女将 役

#### ビーエスアイ
- 自治会長・糸井緋芽子社宅の事件簿2

### 映画
- 仔犬ダンの物語 - 団地の住民 役
- ホワイトリリー ｰ 近所の主婦 役